# 中央球場 (溫布頓)
中央球場（英語：Centre Court）是温布尔登网球锦标赛最主要的網球場，被認為是世界最著名的網球場。全英草地網球和門球俱樂部的會所也位於中央球場內。其唯一的常規用途是每年兩週的温布尔登网球锦标赛。中央球場擁有一個貴賓包廂，名為皇家包廂（Royal Box），供英國王室和其它貴賓使用。中央球場也是世界容納人數第六多的網球場。
2009年，中央球場安裝了可伸縮的屋頂，使得中央球場在雨天和夜間11時之前亦能舉辦比賽。中央球場和一號球場、二號球場都是2012年夏季奧林匹克運動會網球比賽的場地。

## 歷史

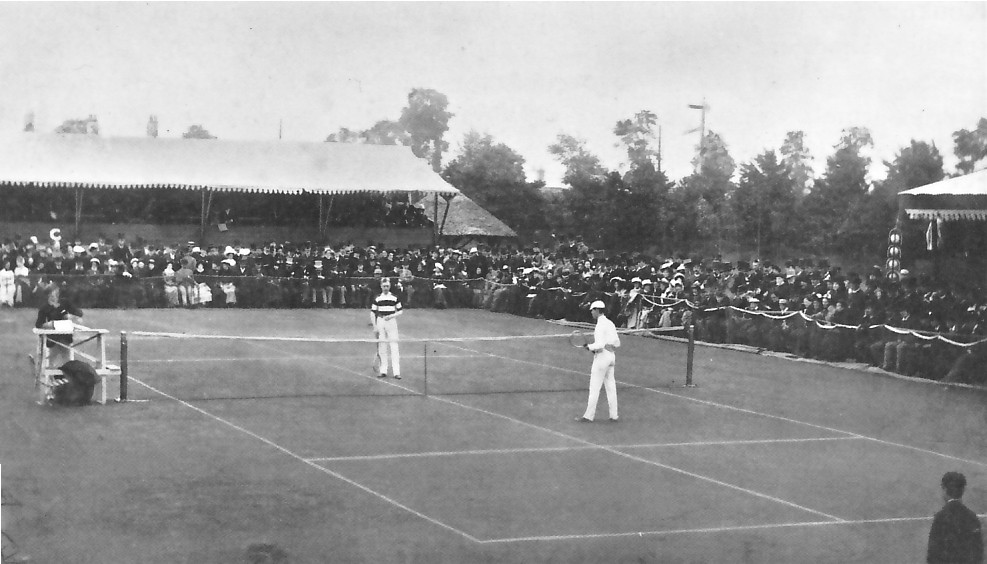
1883年時的中央球場

「中央球場」這一名稱取自於全英門球俱樂部位於Worple路的最初地址的主球場所在地，當時主球場位於全部球場的中央。在1877年溫布頓網球錦標賽舉辦時，共有12個球場以3×4的佈局排列，當時沒有明確的中央球場。但從1881年開始，中排中央的兩個球場合併為中央球場。當全英草地網球和門球俱樂部在1922年搬遷至教堂路時，中央球場亦搬至現址，並沿用舊名。1980年，隨著全英草地網球和門球俱樂部增加四個新球場，中央球場變得名副其實，成為位於俱樂部中央的球場。

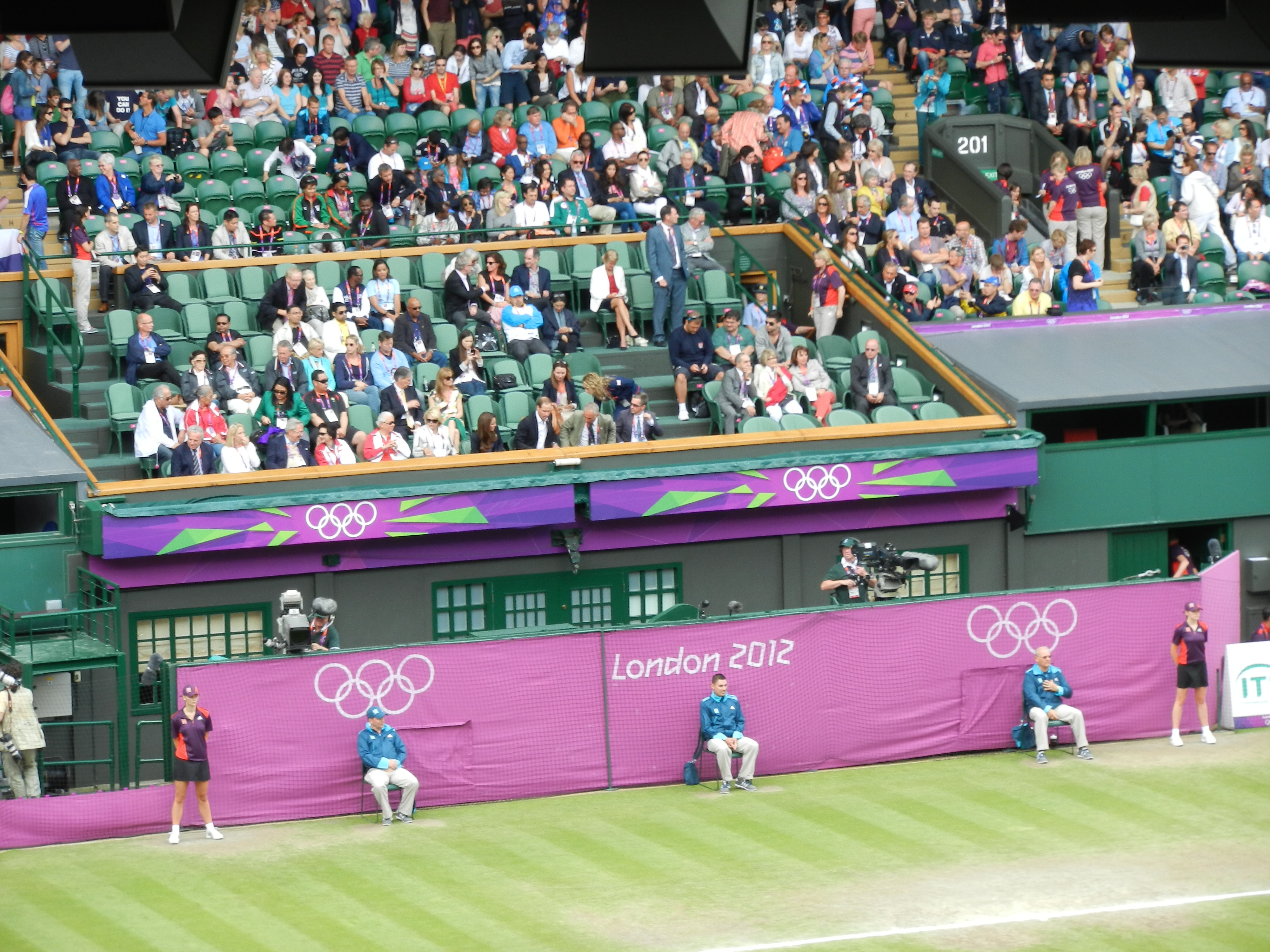
2012年倫敦奧運會時中央球場的皇家包廂

中央球場最初的觀眾容納數不得而知。1881年，在中央球場的三側新增了臨時看台（A、B、C）。1884年，A看台成為永久看台。1885年，B和C看台亦改建為永久看台。1886年，三個看台之間修建了三個框架，以形成一個連續的解構。看台在1906年進行大幅擴建，並在1909年修建了新的B看台，增加了600個座位。1914年，中央球場的座位數從2,300個增加到3,500個。至搬遷至教堂路的新址之前，這一數量不變。
中央球場在第二次世界大戰期間遭到空襲。1940年10月的一次空襲中，有五個500磅重的炸彈擊中中央球場，導致1,200個座席被毀。二戰之後，中央球場自1946年重新啟用，但1949年才得到完全修復。
1922年，中央球場修建了最初的屋頂，部分覆蓋球場。1979年，屋頂延長了一公尺，令球場容納觀眾數增加了1,088人。1992年，球場更換了新屋頂，令3,601個座席可以更容易的看到球場。

## 伸縮式屋頂

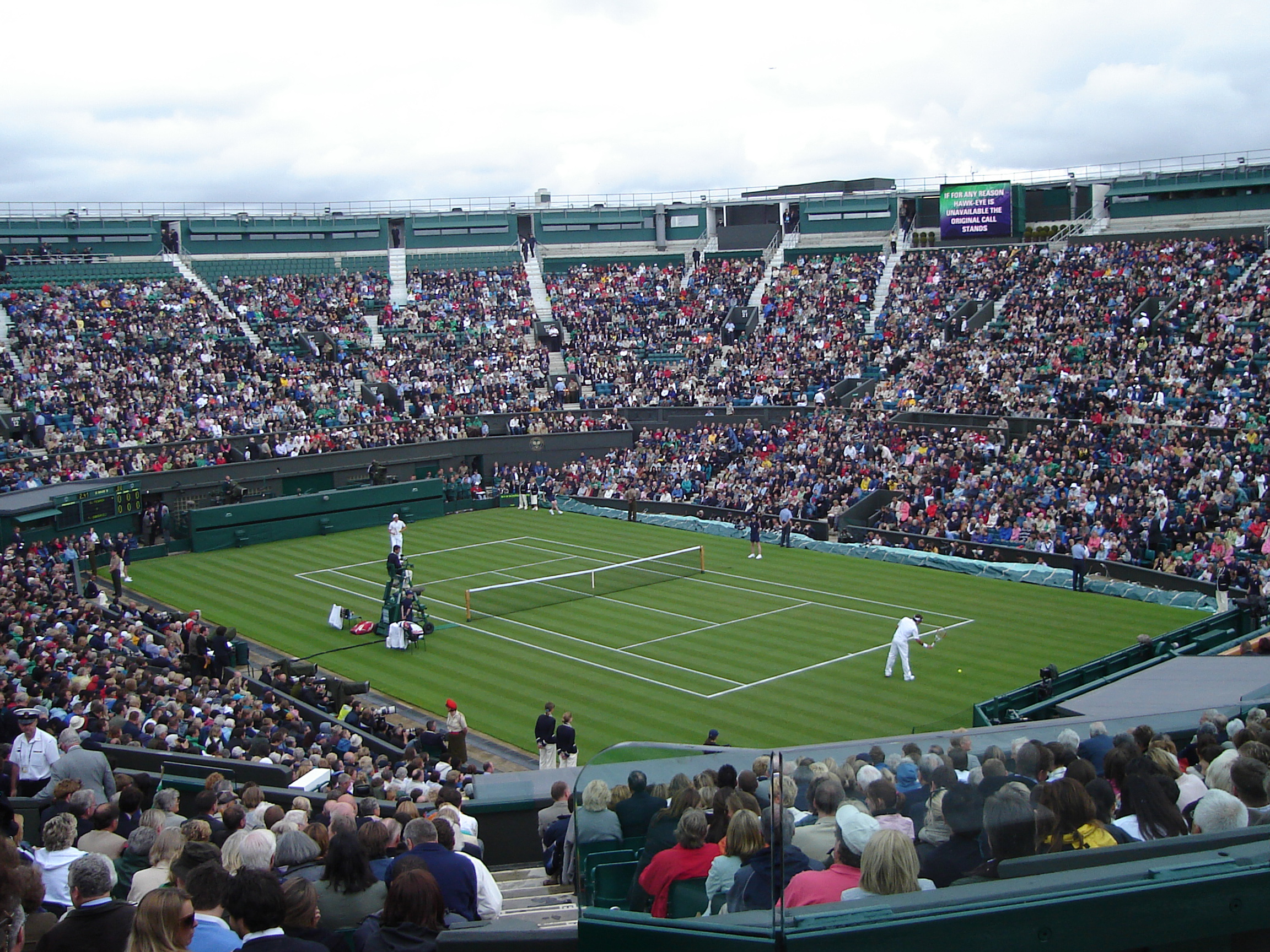
2007年温布尔登网球锦标赛時的中央球場，並沒有屋頂

由於溫網賽事經常因降雨導致比賽延遲，經過球員、球迷、媒體和官方長年的討論，全英俱樂部決定修建一個伸縮式屋頂。2006年溫網賽事結束後，全英俱樂部拆除了舊的屋頂。2007年溫網比賽時，球場沒有屋頂。翌年可看到新屋頂的固定部分。2009年溫布頓網球錦標賽開幕之前，伸縮式屋頂已經竣工，並在4月揭幕。在2009年5月17日，新的中央球場舉辦了測試賽。安德烈·阿加西、施特菲·格拉夫、蒂姆·亨曼、金·克萊斯特絲出席了比賽。

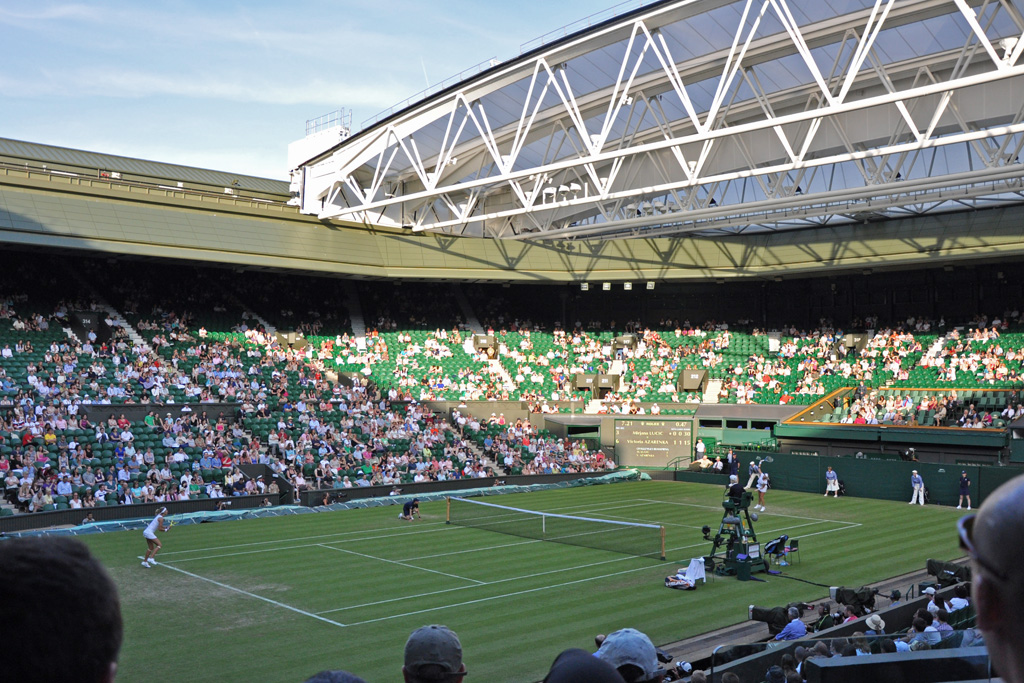
2010年溫布頓網球錦標賽時的中央球場

伸縮式屋頂關閉需要10分，在此期間比賽暫停。溫網比賽規定，屋頂一旦關閉，必須保持關閉狀態至比賽結束。因此即使天氣放晴，比賽也可能在屋頂關閉的情況下完成。屋頂第一次關閉是在2009年6月29日阿梅莉·毛瑞斯莫對迪娜拉·薩芬娜的女子單打比賽。
第一場完全在屋頂關閉狀態下進行的比賽是英國選手安迪·穆雷對斯坦·瓦林卡的男子單打比賽。之前在中央球場的比賽從未超過晚間9時17分，但因屋頂關閉和照明燈的打開，這場比賽得以在天黑後繼續進行，最後在晚間10時38分結束。2010年，諾瓦克·喬科維奇對奧利維埃·羅庫斯一直持續到晚間10時58分。2012年6月30日，安迪·穆雷對馬科斯·巴格達蒂斯的比賽延續到晚間11時2分，超過默頓區的比賽須在11時之前結束的規定。

2019年5月的中央球場

屋頂由SCX特殊工程公司設計，移動屋頂的控制系統由Fairfield控制系統公司和Moog公司提供。
屋頂的十個桁架每個重量達100噸，包括非活動部分的總重量達3,000噸。屋頂總面積有5,200平方公尺。全英俱樂部未透露屋頂費用，但估計約有8,000萬至1億英鎊。

## 題詞
中央球場入門處有「如果你能坦然面對勝利和慘敗，而把這兩個騙子一視同仁」（If you can meet with triumph and disaster / And treat those two impostors just the same）的題詞。這一題詞來自於詩人約瑟夫·魯德亞德·吉卜林的詩《If—》。

## 外部連結
- Britain From Above （页面存档备份，存于） – Aerial photo of the Centre Court at Worple Road during the 1921 Wimbledon Championships
- Centre Court Long-term plan features time-lapse video of the construction work
- Information about Wimbledon Centre Court and a Photo Gallery
- New Centre Court Retractable Roof （页面存档备份，存于） Key facts and project specification
- Facts on Wimbledon （页面存档备份，存于）